# Mien Dobbelsteen
Mien Dobbelsteen is een personage uit de Nederlandse televisieserie Zeg 'ns Aaa uit de jaren 80. Deze rol werd vertolkt door actrice Carry Tefsen.
Mien Dobbelsteen-Kalkman, geboren in 1943 en getrouwd met jeugdliefde  bouwvakker en klusjesman Koos Dobbelsteen (gespeeld door John Leddy), sinds 1966. Werkzaam vanaf 1967 als de huishoudster van dokter Lydie van der Ploeg, ze heeft de huishoudschool en het vormingsjaar afgemaakt. Getooid met een keurige watergolf en meestal gekleed in rok en blouse, groeide ze in de serie uit van ondersteunende rol tot een van de hoofdrollen. Mien Dobbelsteen heeft een zeer schelle stem, staat optimistisch en enigszins naïef in het leven, en heeft een zus die luistert naar de naam Annie Kalkman (gespeeld door Ria Valk). De vader van de beide zusters werd gespeeld door Jan Blaaser. In de toneelversie van Zeg 'ns Aaa en de remake op tv uit 2009 komt ook Mien en Annie's moeder in beeld, gespeeld door Coby Timp.
Omdat ze in de serie zo grondig het huishouden regelt, is haar naam synoniem geworden voor iemand die extreem netjes is. 
Door haar populariteit verschijnt Mien Dobbelsteen ook buiten de serie om in de publiciteit. Zo is er eind jaren 80, begin jaren 90 een radioreclame voor een middeltje tegen vlooien, waarin Mien de hoofdrol speelt, en verschijnt ze in 2005, zo'n 15 jaar na de laatste aflevering van Zeg 'ns Aaa, wederom in een radioreclame. In 2009 keert Mien terug in de remake van Zeg 'ns Aaa bij RTL 4. John Leddy heeft geen zin in een Koos-revival en bedankt. Daarom wordt in de verhaallijn gesteld dat Koos in Frankrijk zit voor een grote klus. Mien is in de nieuwe serie in dienst bij Gert-Jan van der Ploeg, die de praktijk van zijn moeder heeft overgenomen.